# レアンドロ・エンヒキ・ド・ナシメント
レアンドリーニョ（Leandrinho）ことレアンドロ・エンヒキ・ド・ナシメント（ポルトガル語: Leandro Henrique do Nascimento、1998年10月11日 - ）は、ブラジルのサッカー選手。ポジションはFW。

## クラブ歴
イトゥアーノFCの下部組織からAAポンチ・プレッタの下部組織に移り、2015年にカンピオナート・ブラジレイロ・セリエAでレナト・カジャに代えて出場し選手デビューした。
2017年1月12日にセリエAのSSCナポリに移籍、4年契約で移籍金は60万ユーロとされている。

## タイトル

### 代表
ブラジルU-17
- 南米U-17選手権: 2015

### 個人
- 南米U-17選手権得点王: 2015